# Belinda Johnson
Pour les articles homonymes, voir Johnson.
Belinda Johnson (née en octobre 1967) est une avocate américaine, directrice des opérations d'Airbnb et membre du conseil d'administration de PayPal.
Elle a été classée parmi les 100 femmes les plus influentes du magazine Forbes en 2017 et 2018.

## Biographie
Belinda Johnson est la fille d'un banquier hypothécaire qui a ensuite créé sa propre entreprise de stockage de données et d'une femme au foyer qui travaillait parfois dans l'immobilier.

## Études
Belinda Johnson suit ses études supérieures à l'université du Texas à Austin. En 1988, elle y obtient une licence en droit (bachelor of Arts/Sciences), puis un Ph.D. en droit (jurisprudence) en 1991.

## Carrière professionnelle
Belinda Johnson commence sa carrière professionnelle en travaillant pour plusieurs cabinets d’avocats de la région de Dallas au Texas.
En 1996, elle est recrutée par la société de streaming de radio Internet AudioNet comme avocate et secrétaire générale. Fondée par Todd Wagner et Mark Cuban, Audionet est rebaptisée Broadcast.com avant son entrée en bourse en 1998. C’est elle qui coordonne l’opération.
Broadcast.com est racheté par Yahoo! en 1999 pour 5,7 milliards de dollars et Belinda Johnson, qui a supervisé la vente est promue vice-présidente principale et directrice adjointe du service juridique du groupe. Elle est notamment chargée de la stratégie juridique des produits, des litiges et de la protection des données personnelles des utilisateurs. Elle déménage du Texas pour la Californie.
En 2011, elle quitte Yahoo! pour rejoindre Airbnb en tant que directrice adjointe du service juridique. En 2015, Brian Chesky, PDG du groupe, la nomme responsable des affaires commerciales et des affaires juridiques. Elle poursuit son ascension dans l’entreprise en devenant la première directrice des opérations (COO) en 2018.
Belinda Johnson est membre depuis 2017 du conseil d'administration de PayPal, entreprise américaine de paiement, siégeant au comité d'audit, des risques et de la conformité.

## Vie personnelle
Belinda Johnson est mariée à Brent Johnson, écrivain et ancien avocat. Ils ont deux filles et résident à Redwood City en Californie.

## Distinctions
Belinda Johnson figure dans le classement Forbes des 100 femmes les plus influentes du monde en 2017 et 2018 et dans le classement du magazine Fast Company des personnalités les plus créatives du monde des affaires en 2016.